# Marie-Catherine Conti
Pour les articles homonymes, voir Conti.
Marie-Catherine Conti est une actrice française de cinéma, de télévision et de théâtre.

## Biographie
Au théâtre, Marie-Catherine Conti a été dirigée par Hans Peter Cloos, Jacques Lassalle, Antoine Bourseiller ou Philippe Ferran. Elle a également travaillé à la mise en scène et à l'adaptation d'auteurs contemporains. Elle est lauréate de la Fondation de France, Meilleure comédienne 2004.
Au cinéma, elle a tourné sous la direction de Walerian Borowczyk comme dans des comédies populaires de Patrick Schulmann ou Michel Lang. On a aussi pu la voir à la télévision dans les séries Les Brigades du Tigre, Les Cinq Dernières Minutes et Nestor Burma.

## Théâtre

### Comédienne
- 1978 : Don Juan de Molière, mise en scène de Philippe Ferran, théâtre des Mathurins ;
- 1979 : Six personnages en quête d'auteur, de Luigi Pirandello, mise en scène Antoine Bourseiller, Comédie-Française ;
- 1980 : Le Jeu de l'amour et du hasard, de Marivaux, mise en scène de Étienne Draber, théâtre 347 ;
- 1980 : L'Homme au chapeau de porcelaine de Fernando Arrabal, mise en scène Gérard Hernandez, théâtre Tristan-Bernard
- 1982 : L'Amant, de Harold Pinter, mise en scène de Philippe Ferran, théâtre du Renard
- 1983 : Othello de William Shakespeare, mise en scène de Dominique Quéhec, théâtre national de Bretagne, Rennes ;
- 1984 : Les Comédies de Corneille, mise en scène de Christian Rist, théâtre de Dix heures ;
- 1984 : L’Étau, de Pirandello, mise en scène de  Dominique Féret, Festival d'Avignon ;
- 1985 : Le Professeur Taranne d'Arthur Adamov, mise en scène de Jacques Lassalle, théâtre national de Strasbourg ;
- 1985 : Emilia Galotti de Gotthold Ephraïm Lessing, mise en scène de Jacques Lassalle, Festival d'Avignon, TNS ;
- 1987 : Ulrich Helger d'Odile Ehret, mise en scène de Philippe Ferran, théâtre du Renard ;
- 1988 : Petites Misères de la vie conjugale, d'après Balzac, mise en scène de Jean-Marc Chotteau, le Salon Théâtre, Tourcoing ;
- 1990 : Le Malade imaginaire  de Molière, mise en scène de Hans-Peter Cloos, théâtre national de Chaillot ;
- 1991 : Mozart, minuit 54, mise en scène de Hans-Peter Cloos, salle Gaveau ;
- 1994 : Le Huitième Jour de la semaine, d'après Christian Bobin, mise en scène de Marie-Catherine Conti, Serres d'Auteuil
- 1996 : Gertrud Lied , de Jean-Louis Pinte d'après Halmar Söderberg, mise en scène de Marie-Catherine Conti, Paris, Centre culturel suédois
- 1997 : Les Belles Endormies de Kawabata, de Christian Boltanski et Hans-Peter Cloos, Paris Festival d’Automne ;
- 1998 : On ne sait comment, de Pirandello, mise en scène de Hervé Petit, théâtre de l’Étoile du Nord et tournée ;
- 1999 : Noces de sang, de Federico García Lorca, mise en scène de Paul Lera, Rencontres théâtrales de Haute-Corse ;
- 1999 : Les Lettres de Toussainte, de Nadine Fischer, mise en scène de Marie-Catherine Conti, Rencontres de Haute-Corse, Paris, tournée ;
- 2000 : Richard III, de William Shakespeare, mise en scène de Hans-Peter Cloos, tournée ;
- 2000 : Isma ou Ce qui s'appelle rien de Nathalie Sarraute, mise en scène de René Loyon, théâtre de la Tempête ;
- 2001 : L’Émission de télévision, de Michel Vinaver, mise en scène de Christian Palligiano, Rencontres de Haute-Corse ;
- 2004 : Les Lettres de Toussainte d'après Nadine Fischer, conception et adaptation de Marie-Catherine Conti et Nadine Fischer, ATP d'Uzès ;
- 2004 : Place des Héros de Thomas Bernhard, mise en scène de Arthur Nauzyciel, Comédie-Française ;
- 2004 : L’École du spectateur, d’après La Misère du monde, de Pierre Bourdieu, Résidence Création au théâtre de Briey (Lorraine), puis en 2005 à Talasani (Corse) ;
- 2005 : Quand même, de Danièle Sallenave, conception de Marie-Catherine Conti, Espace Jean Legendre Compiègne ;
- 2005 : Wonderland, de Pascal Adam, mise en scène de Marine Mane, théâtre de Briey ;
- 2006 : Les Caprices de Marianne, d'Alfred de Musset, mise en scène de Jean-Louis Benoît, La Criée Marseille ;
- 2011 : Oiseaux de Saint-John Perse, mise en scène de Laurence Février, théâtre de l'Épée de Bois ;
- 2012 : Des mensonges blancs de Steve Catieau, mise en scène de Marie-Catherine Conti, Galerie 40, Lutetia, Paris et EDT Évry ;
- 2013 : Butterfly, de Diane Calma, théâtre 95 Cergy-Pontoise ;
- 2014 : La Voix humaine, de Jean Cocteau, Château de Raray (Oise), mise en scène Marie-Catherine Conti.

## Filmographie

### Cinéma
- 1979 : La Fille de Prague avec un sac très lourd de Danielle Jaeggi : la présentatrice télé
- 1979 : Et la tendresse ? Bordel ! de Patrick Schulmann : Carole
- 1979 : Collections privées, segment L'armoire de Walerian Borowczyk : la jeune femme
- 1979 : Le Mouton noir de Jean-Pierre Moscardo : l'avocate
- 1981 : On n'est pas des anges... elles non plus de Michel Lang : Florence Loriol
- 1982 : Un tour au bois de Roch Stephanik (court métrage, avec Florent Pagny)
- 1983 : L'Indic de Serge Leroy : Graziella
- 1984 : L'Empreinte des autres de Christian Palligiano (M.M sélection Cannes)
- 1984 : French Lover (Until september) de Richard Marquand : Isabelle de la Perouse
- 1986 : Le Rendez-vous, de Christian Palligiano (C.M sélect. Cannes),  avec Jean-Paul Massaly
- 1991 : Mohamed Bertrand-Duval d'Alex Métayer : Solange, la femme de Maurice
- 1991 : Fiori Gelati,  de Corinne Hernandez (C.M), avec Grégoire Oesterman
- 1997 : Le Pari de Didier Bourdon et Bernard Campan :
- 2000 : Sans plomb de Muriel Téodori :
- 2012 : Le Prolongement de moi de Steve Catieau : Claudia

### Télévision
- 1979 : Les Héritiers, épisode Juste la Seine à traverser : la journaliste
- 1980 : La Grande Chasse, téléfilm
- 1982 : Les Nouvelles Brigades du Tigre de Victor Vicas, épisode Le Réseau Brutus de Victor Vicas : Lisa Montovani
- 1983 : Capitaine X, mini-série
- 1985 : Les Cinq Dernières Minutes : Histoire d'os de Jean-Jacques Goron : Sandra
- 1986 : Tous en boîte, mini-série
- 1986 : Le Tiroir secret, mini-série
- 1987 : Comme tu veux mon chéri, mini-série
- 1988 : Allô, tu m'aimes, série télévisée
- 1989 : Orages d'été, série télévisée
- 1990 : Les Cinq Dernières Minutes, épisode Ça sent le sapin : Amélie
- 1990 : V comme vengeance, épisode Au-delà de la vengeance : Evelyne Labrède
- 1992 : C'est mon histoire : Internement arbitraire, téléfilm : Dr Cottin
- 1994 : Jules, téléfilm
- 1995 : Les Cinq Dernières Minutes, épisode Les dessous des cartes : Morgane Darmont
- 1995 : Julie Lescaut, épisode 6 saison 4, Bizutage d'Alain Bonnot : Laura Sorel
- 1997 : Les Cordier, juge et flic, épisode Le crime d'à côté
- 1997 : Nestor Burma, épisode Burma se brûle les ailes : Emmanuelle
- 1997 : Le Diable en sabots, téléfilm
- 1998 : Le Bahut, épisode La Fugue en mineure : la mère de Séverine
- 1998 : Joséphine, ange gardien, épisode L'enfant oublié : la responsable centre aéré
- 1999 : Margot des Clairies, téléfilm : Pauline
- 2002 : Sauveur Giordano, épisode Noces de papier : la présidente du tribunal
- 2004 : Premiers Secours, épisode Un enfant en péril
- 2005 : Joséphine, ange gardien, épisode Robe noire pour un ange
- 2005 : Commissaire Moulin, épisode Le sniper : la directrice de cabinet
- 2006 : Femmes de loi, épisode Dette de sang : Corinne
- 2008 : Section de recherches, épisode Pour le meilleur et pour le pire : la mère de Romain
- 2009 : L'École du pouvoir, téléfilm : Madame Maréchal

## Distinctions
- Prix de la meilleure comédienne de la Fondation de France en 2004